# Shahrak-e Shahid Chamran
Shahrak-e Shahīd Chamrān (farsi شهرك شهيدچمران) è una città dello shahrestān di Gotvand, circoscrizione Centrale, nella provincia del Khūzestān. Aveva, nel 2006, una popolazione di 7.347 abitanti.